# Olympische Jugend-Sommerspiele 2014/Badminton (Dameneinzel)
Bei den Olympischen Jugend-Sommerspielen 2014 in Nanjing wurden vom 17. bis 22. August 2014 drei Wettbewerbe im Badminton ausgetragen. Die Wettkämpfe fanden im Nanjing Sport Institute statt. Folgend die Ergebnisse im Dameneinzel.

## Ergebnisse

### Gruppenphase

#### Gruppe A
| Platz | Name              | Spiele | gew. | verl. | Sätze gew. | Sätze verl. | Punkte gew. | Punkte verl. |
| ----- | ----------------- | ------ | ---- | ----- | ---------- | ----------- | ----------- | ------------ |
| 1     | Akane Yamaguchi   | 3      | 3    | 0     | 6          | 0           | 127         | 54           |
| 2     | Thilini Pramodika | 3      | 2    | 1     | 4          | 2           | 103         | 84           |
| 3     | Mia Blichfeldt    | 3      | 1    | 2     | 2          | 4           | 107         | 92           |
| 4     | Chlorie Cadeau    | 3      | 0    | 3     | 0          | 6           | 19          | 126          |

| Nr. | Datum            | Ergebnis                          | Ergebnis | Ergebnis | Ergebnis | Ergebnis |
| --- | ---------------- | --------------------------------- | -------- | -------- | -------- | -------- |
| 1   | 17. August 11:55 | Akane Yamaguchi Chlorie Cadeau    | 21 2     | 21 1     |          |          |
| 2   | 17. August 14:05 | Thilini Pramodika Mia Blichfeldt  | 21 18    | 21 15    |          |          |
| 3   | 18. August 11:55 | Akane Yamaguchi Thilini Pramodika | 21 13    | 21 6     |          |          |
| 4   | 18. August 13:30 | Mia Blichfeldt Chlorie Cadeau     | 21 5     | 21 2     |          |          |
| 5   | 19. August 11:55 | Akane Yamaguchi Mia Blichfeldt    | 21 12    | 22 20    |          |          |
| 6   | 19. August 13:30 | Thilini Pramodika Chlorie Cadeau  | 21 3     | 21 6     |          |          |

#### Gruppe B
| Platz | Name             | Spiele | gew. | verl. | Sätze gew. | Sätze verl. | Punkte gew. | Punkte verl. |
| ----- | ---------------- | ------ | ---- | ----- | ---------- | ----------- | ----------- | ------------ |
| 1     | Ruselli Hartawan | 3      | 3    | 0     | 6          | 0           | 127         | 85           |
| 2     | Ruthvika Shivani | 3      | 2    | 1     | 4          | 2           | 113         | 85           |
| 3     | Joy Lai          | 3      | 1    | 2     | 2          | 4           | 104         | 106          |
| 4     | Magda Konieczna  | 3      | 0    | 3     | 0          | 6           | 58          | 126          |

| Nr. | Datum            | Ergebnis                          | Ergebnis | Ergebnis | Ergebnis | Ergebnis |
| --- | ---------------- | --------------------------------- | -------- | -------- | -------- | -------- |
| 1   | 17. August 9:35  | Ruselli Hartawan Joy Lai          | 21 13    | 22 20    |          |          |
| 2   | 17. August 10:10 | Ruthvika Shivani Magda Konieczna  | 21 10    | 21 4     |          |          |
| 3   | 18. August 14:40 | Ruselli Hartawan Magda Konieczna  | 21 13    | 21 10    |          |          |
| 4   | 18. August 15:15 | Ruthvika Shivani Joy Lai          | 21 18    | 21 11    |          |          |
| 5   | 19. August 10:45 | Joy Lai Magda Konieczna           | 21 17    | 21 4     |          |          |
| 6   | 19. August 13:30 | Ruselli Hartawan Ruthvika Shivani | 21 14    | 21 15    |          |          |

#### Gruppe C
| Platz | Name               | Spiele | gew. | verl. | Sätze gew. | Sätze verl. | Punkte gew. | Punkte verl. |
| ----- | ------------------ | ------ | ---- | ----- | ---------- | ----------- | ----------- | ------------ |
| 1     | Lee Chia-hsin      | 3      | 3    | 0     | 6          | 0           | 126         | 73           |
| 2     | Qin Jinjing        | 3      | 2    | 1     | 4          | 2           | 116         | 77           |
| 3     | Maja Pavlinić      | 3      | 1    | 2     | 2          | 4           | 92          | 110          |
| 4     | Vladyslava Lesnaya | 3      | 0    | 3     | 0          | 6           | 52          | 126          |

#### Gruppe D
| Platz | Name           | Spiele | gew. | verl. | Sätze gew. | Sätze verl. | Punkte gew. | Punkte verl. |
| ----- | -------------- | ------ | ---- | ----- | ---------- | ----------- | ----------- | ------------ |
| 1     | Kim Ga-eun     | 3      | 3    | 0     | 6          | 0           | 126         | 75           |
| 2     | Liang Xiaoyu   | 3      | 2    | 1     | 4          | 2           | 115         | 62           |
| 3     | Aliye Demirbağ | 3      | 1    | 2     | 2          | 4           | 86          | 102          |
| 4     | Tessa Kabelo   | 3      | 0    | 3     | 0          | 6           | 38          | 126          |

#### Gruppe E
| Platz | Name           | Spiele | gew. | verl. | Sätze gew. | Sätze verl. | Punkte gew. | Punkte verl. |
| ----- | -------------- | ------ | ---- | ----- | ---------- | ----------- | ----------- | ------------ |
| 1     | Ng Tsz Yau     | 3      | 3    | 0     | 6          | 0           | 129         | 98           |
| 2     | Luise Heim     | 3      | 2    | 1     | 4          | 2           | 115         | 95           |
| 3     | Mariya Mitsova | 3      | 1    | 2     | 2          | 4           | 112         | 113          |
| 4     | Kristin Kuuba  | 3      | 0    | 3     | 0          | 6           | 76          | 126          |

#### Gruppe F
| Platz | Name                  | Spiele | gew. | verl. | Sätze gew. | Sätze verl. | Punkte gew. | Punkte verl. |
| ----- | --------------------- | ------ | ---- | ----- | ---------- | ----------- | ----------- | ------------ |
| 1     | Busanan Ongbumrungpan | 3      | 3    | 0     | 6          | 0           | 128         | 61           |
| 2     | Alida Chen            | 3      | 2    | 1     | 4          | 3           | 115         | 77           |
| 3     | Lole Courtois         | 3      | 1    | 2     | 3          | 4           | 82          | 106          |
| 4     | Rugshaar Ishaak       | 3      | 0    | 3     | 0          | 6           | 45          | 126          |

#### Gruppe G
| Platz | Name            | Spiele | gew. | verl. | Sätze gew. | Sätze verl. | Punkte gew. | Punkte verl. |
| ----- | --------------- | ------ | ---- | ----- | ---------- | ----------- | ----------- | ------------ |
| 1     | Clara Azurmendi | 3      | 3    | 0     | 6          | 0           | 126         | 72           |
| 2     | Sabrina Solis   | 3      | 2    | 1     | 4          | 2           | 113         | 109          |
| 3     | Daniela Macías  | 3      | 1    | 2     | 2          | 4           | 105         | 108          |
| 4     | Doha Hany       | 3      | 0    | 3     | 0          | 6           | 71          | 126          |

#### Gruppe H
| Platz | Name           | Spiele | gew. | verl. | Sätze gew. | Sätze verl. | Punkte gew. | Punkte verl. |
| ----- | -------------- | ------ | ---- | ----- | ---------- | ----------- | ----------- | ------------ |
| 1     | He Bingjiao    | 3      | 3    | 0     | 6          | 0           | 143         | 86           |
| 2     | Lee Ying Ying  | 3      | 2    | 1     | 4          | 2           | 116         | 85           |
| 3     | Katarina Beton | 3      | 1    | 2     | 2          | 5           | 99          | 143          |
| 4     | Janine Lais    | 3      | 0    | 3     | 2          | 6           | 113         | 157          |

### Endrunde
|  | Viertelfinale | Viertelfinale         | Viertelfinale | Viertelfinale | Viertelfinale |                       |                 | Halbfinale      | Halbfinale | Halbfinale | Halbfinale | Halbfinale |  |  | Finale | Finale | Finale | Finale | Finale |
|  |               |                       |               |               |               |                       |                 |                 |            |            |            |            |  |  |        |        |        |        |        |
|  | A[1]          | Akane Yamaguchi       | 21            | 18            | 21            |                       |                 |                 |            |            |            |            |  |  |        |        |        |        |        |
|  | B             | Ruselli Hartawan      | 6             | 21            | 11            |                       |                 |                 |            |            |            |            |  |  |        |        |        |        |        |
|  | B             | Ruselli Hartawan      | 6             | 21            | 11            | 1                     | Akane Yamaguchi | 21              | 18         | 21         |            |            |  |  |        |        |        |        |        |
|  |               |                       |               |               |               | 1                     | Akane Yamaguchi | 21              | 18         | 21         |            |            |  |  |        |        |        |        |        |
|  |               |                       | Lee Chia-hsin | 11            | 21            | 15                    |                 |                 |            |            |            |            |  |  |        |        |        |        |        |
|  | C             | Lee Chia-hsin         | Lee Chia-hsin | 11            | 21            | 15                    | 21              | 21              |            |            |            |            |  |  |        |        |        |        |        |
|  | C             | Lee Chia-hsin         |               |               |               |                       |                 | 21              |            |            |            |            |  |  |        |        |        |        |        |
|  | D             | Kim Ga-eun            | 18            | 16            |               |                       |                 |                 |            |            |            |            |  |  |        |        |        |        |        |
|  |               |                       |               |               |               |                       | 1               | Akane Yamaguchi | 24         | 21         | 17         |            |  |  |        |        |        |        |        |
|  |               | 2                     | He Bingjiao   | 22            | 23            | 21                    |                 |                 |            |            |            |            |  |  |        |        |        |        |        |
|  | E             | Ng Tsz Yau            | 12            | 9             |               |                       |                 |                 |            |            |            |            |  |  |        |        |        |        |        |
|  | F[3/4]        | Busanan Ongbumrungpan | 21            | 21            |               |                       |                 |                 |            |            |            |            |  |  |        |        |        |        |        |
|  | F[3/4]        | Busanan Ongbumrungpan | 21            | 21            | 3/4           | Busanan Ongbumrungpan | 14              | 16              |            |            |            |            |  |  |        |        |        |        |        |
|  |               |                       |               |               |               | Busanan Ongbumrungpan | 14              | 16              |            |            |            |            |  |  |        |        |        |        |        |
|  |               | 2                     | He Bingjiao   | 21            | 21            |                       |                 |                 |            |            |            |            |  |  |        |        |        |        |        |
|  | G[5/8]        | 2                     | He Bingjiao   | 21            | 21            | Clara Azurmendi       | 18              | 16              |            |            |            |            |  |  |        |        |        |        |        |
|  | G[5/8]        |                       |               |               |               |                       | 18              | 16              |            |            |            |            |  |  |        |        |        |        |        |
|  | H[2]          | He Bingjiao           | 21            | 21            |               |                       |                 |                 |            |            |            |            |  |  |        |        |        |        |        |